# 997型雷達
997型雷達（英語：Type 997 radar）是英國BAE防衛系統所開發的3D 雷達(或稱3D座標雷達，即目標之：高度、距離、方位)。997型雷達為BAE防衛系統(下面簡稱BAE)所賦予的型號、對外產品型錄則為ARTISAN 3D雷達。
997型雷達的設計對象是一級主力防空艦以外、大至航空母艦小至巡邏艦的所有前線艦艇（本來就在主力防空艦或艦載戰機的保護傘下、僅需對漏網之魚遂行自衛措施），或需要簡單換裝設備以提昇戰力的舊型軍艦（武裝頂多為標準中程防空飛彈等級，無力運用也因此並不需要現代頂級雷達可以偵測彈道飛彈的極致性能但反而更需要強化對日益精進的高速掠海威脅的接戰能力），不強求太大的搜索距離或高度但強調中短距離內的靈敏度與對各種目標的追蹤能力，地位約等同於其他歐洲海軍軍艦搭載的SMART-S雷達，為舊型防空艦升級時經常會另外搭配一具長程搜索雷達以滿足警戒遠距離目標的需求，而45型勇敢級驅逐艦一類有攔截彈道目標潛力的一級防空主力艦則連中短距離的感測都使用更大更重性能也更強的SAMPSON雷達。
BAE表示997型雷達具備「同時追蹤900個目標以上，並能有效追蹤以3馬赫移動的高爾夫球大小目標(亦即有效偵測新世代超音速反艦飛彈)的能力」。
英國皇家海軍已經正式採用997型雷達以汰換現行搭載上一世代996型雷達的船艦，理論上搭載996型雷達的船都可改裝為997型雷達，目前23型公爵級巡防艦與海洋號兩棲攻擊艦都已將原本的996型雷達換裝為997型雷達。而中華民國海軍的康定級巡防艦也將成為第一款未搭載996型雷達(原搭載海神Triton-G G頻中程對空/平面搜索雷達)改裝997型雷達的船艦。

## 搭載艦艇

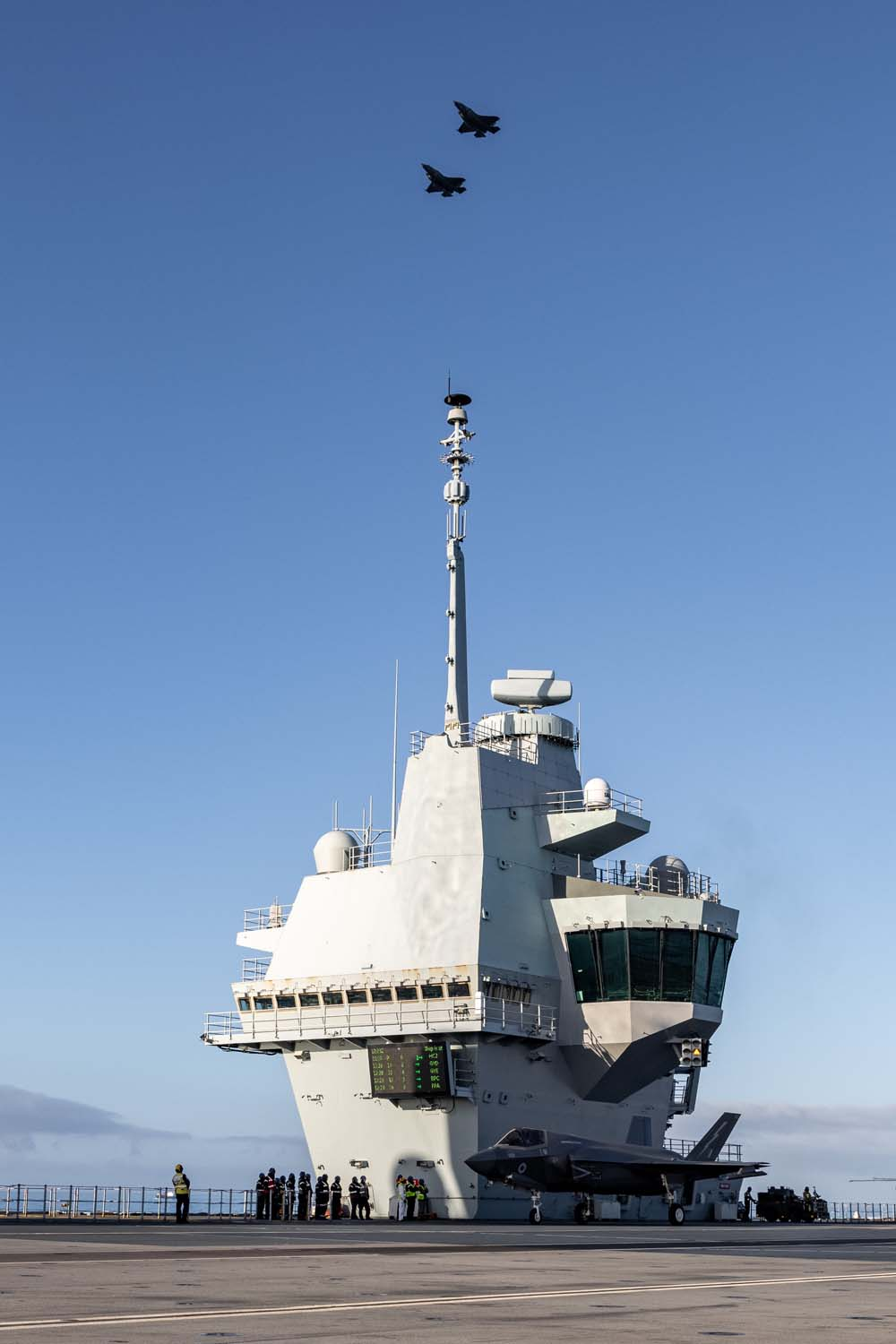
伊莉莎白女王級航空母艦後艦橋上的997型雷達

- 23型公爵級護衛艦（原搭載996型Mod.1）
- 海洋號兩棲攻擊艦/大西洋號兩棲突擊艦（原搭載996型）
- 白島級船塢登陸艦（英语：Albion-class landing platform dock）（原搭載996型）
- 伊莉莎白女王級航空母艦
- 26型城堡級巡防艦
- 康定級巡防艦（原搭載海神Triton-G）[3]
- 輕型巡防艦[4]

## 外部連結
- YouTube上的ARTISAN 3D